# Ngoy Bomboko
Ngoy Bomboko (Kananga, Zaire, 21 de mayo de 1977-Lubumbashi, República Democrática del Congo, 4 de junio de 2024) fue un futbolista congoleño que jugó en la posición de delantero.

## Inicios
Mbomboko inició su carrera futbolística en la ciudad de Lubumbashi, en el club local TP Mazembe. En 1997 debutó en la Primera Liga de la República Democrática del Congo. Los primeros éxitos de su carrera los logró en 2000, cuando ganó el campeonato nacional y la Copa de la República Democrática del Congo. En 2001 defendió su título de campeonato. En 2006 y 2007 se proclamó campeón de liga con el Mazembe por tercera y cuarta vez. En 2009 volvió a conquistar el título de liga y la Liga de Campeones africana (1-2 y 1-0 en la final contra el Heartland FC).
En la temporada 2007/2008, Mbomboko fue cedido al club azerbaiyano FK Qəbələ. Jugó 11 partidos en la liga azerbaiyana y marcó 4 goles.

## Carrera en la selección nacional
Mbomboko debutó con la República Democrática del Congo en 2004. Ese mismo año, fue convocado a la selección nacional para la Copa Africana de Naciones de 2004. En este torneo disputó un partido, contra Túnez (0-3).

## Carrera

### Club
| Periodo   | Club                 |
| --------- | -------------------- |
| 1997–2012 | TP Mazembe           |
| 2007      | → Gabala SC (cedido) |

### Selección nacional
Jugó para República Democrática del Congo en cuatro ocasiones de 2004 a 2007 y participó en la Copa Africana de Naciones 2004.

## Muerte
Bomboko murió en la noche del 4 de junio de 2024 a los 47 años a causa de las graves quemaduras extensas en un incendio en un bar en Lubumbashi.

## Logros
- Linafoot: 2006, 2007, 2009
- CAF Champions League: 2009, 2010
- CAF Super Cup: 2010, 2011